# Cusworth Hall

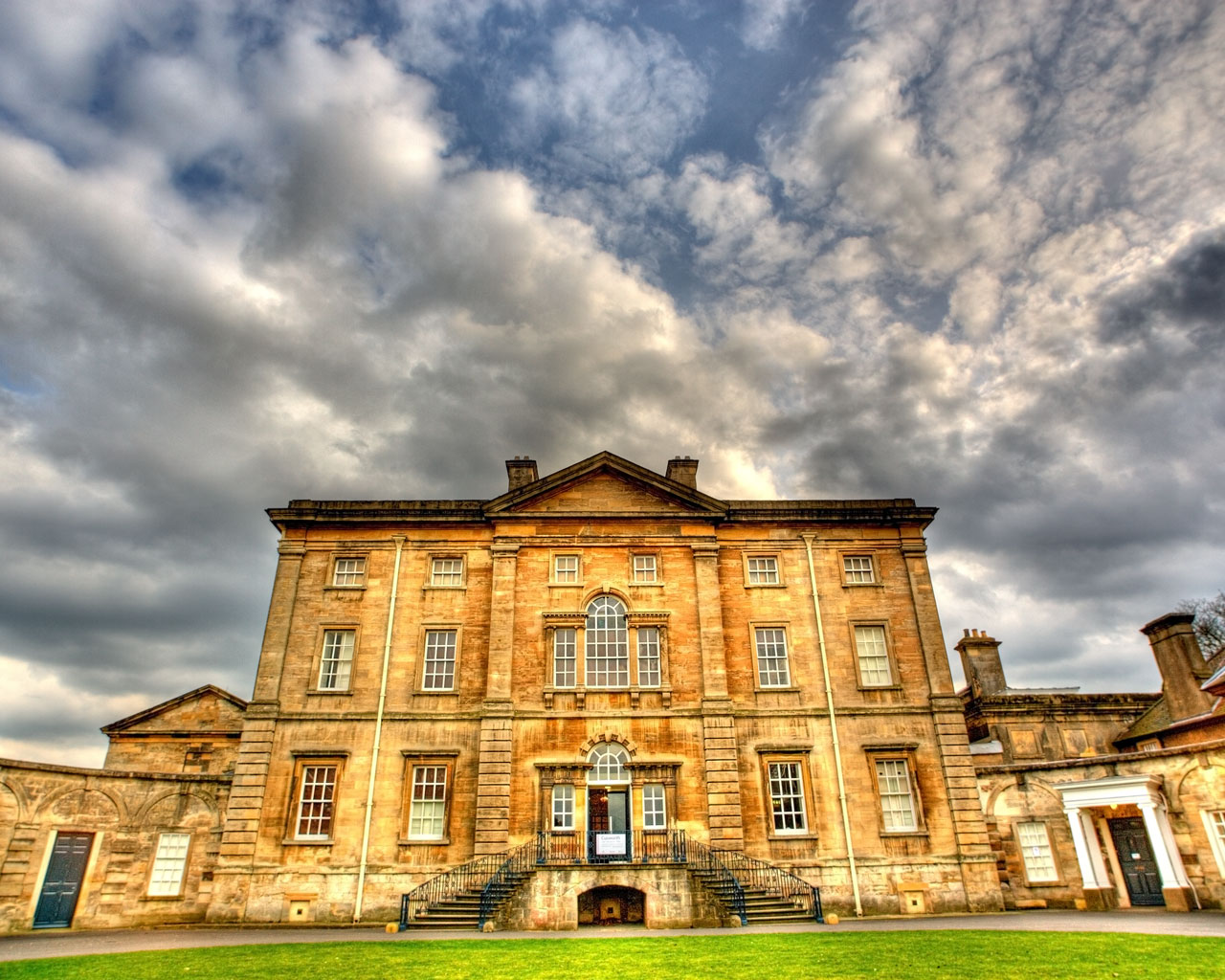
Nordfassade von Cusworth Hall

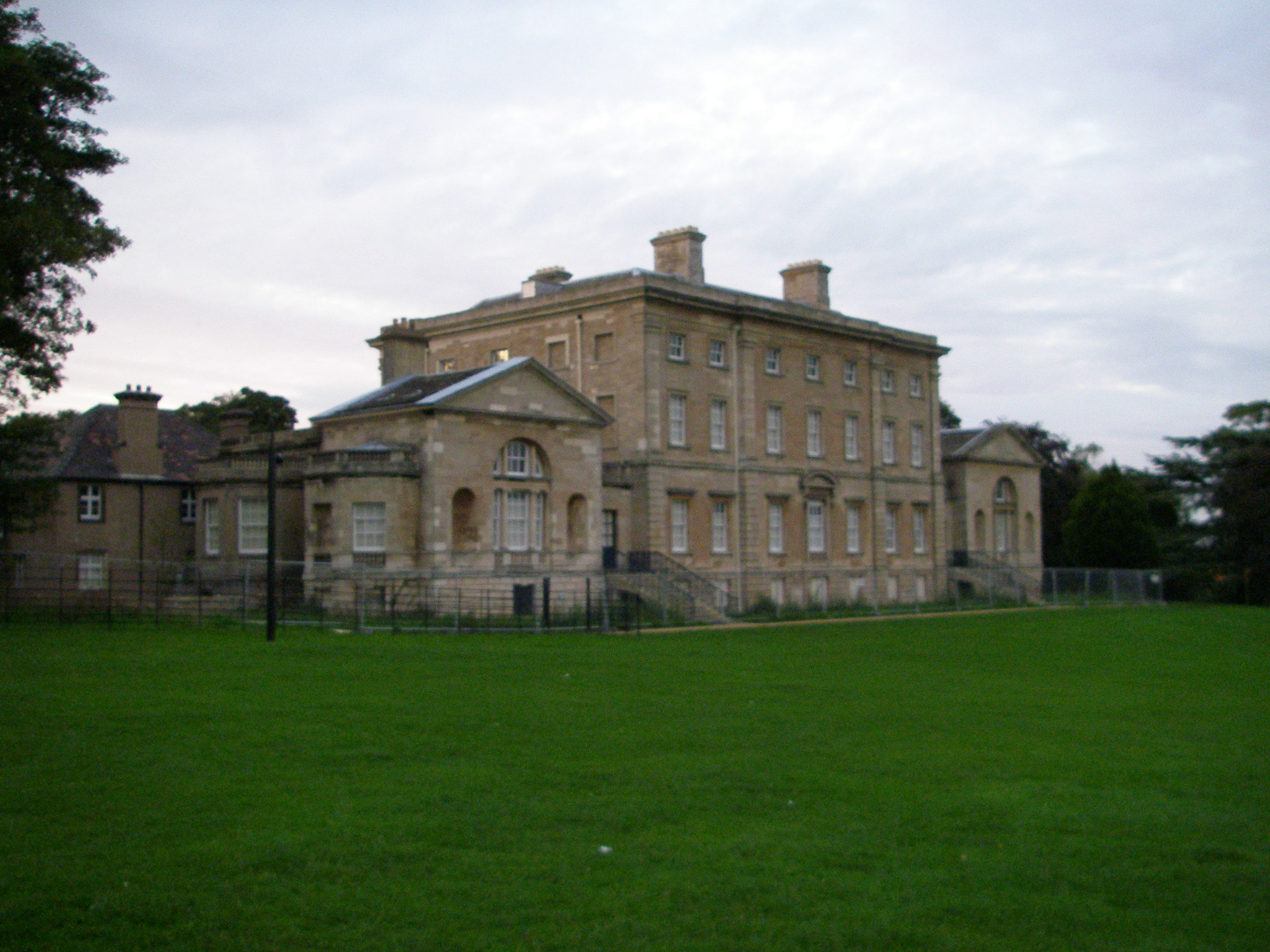
Südansicht von Cusworth Hall

Cusworth Hall ist ein Landhaus aus dem 18. Jahrhundert im Dorf Cusworth in der Nähe von Doncaster in englischen Verwaltungsbezirk South Yorkshire. Das von English Heritage als historisches Gebäude I. Grades gelistete Haus liegt inmitten des Landschaftsparks Cusworth Park und ist ein gutes Beispiel für ein Landhaus im georgianischen Stil. Heute beherbergt es ein Museum.
Das Landhaus wurde aus Werkstein gebaut und mit Schiefer eingedeckt. Das Haupthaus ist rechteckig und hat eine Teilung von 6 × 5. Angeschlossen sind zwei Flügel für die Dienerschaft mit einer Teilung von 5 × 2.

## Geschichte
Die Familie Wrightson waren seit 1669 adlig.
Das bis heute erhaltene Haus wurde in den Jahren 1740 bis 1745 von George Platt für William Wrightson erbaut, ersetzte ein früheres Haus und wurde 1749–1753 vom Architekten James Paine umgebaut. Nach Lord Williams Tod 1760 fiel das Anwesen an seine Tochter Isabella, die mit John Battie verheiratet war. Dieser nahm 1766 den Namen Wrightson zusätzlich an und beauftragte den Landschaftsarchitekten Richard Woods, den Park umzugestalten. Woods gehörte einer Gruppe von angesehener Landschaftsarchitekten an, die im 18. Jahrhundert im ganzen Land arbeiteten, und Cusworth war für ihn einer seiner wichtigsten Aufträge in South Yorkshire, ebenso wie der Park in Cannon Hall. Woods schuf einen Park von 100 Hektar Fläche mit einem mäandrierenden, künstlichen Fluss, der drei Seen durchlief und Dekorationsstücke, wie einen Felsenbogen und eine Kaskade aufzuweisen hatte.
Das Anwesen ging später aus John Battie-Wrightson und Isabellas Sohn, William Wrightson (1752–1827) über. Letzterer war von 1784 bis 1827 Parlamentsabgeordneter für den Wahlkreis Aylesbury und von 1819 bis 1820 High Sheriff of Yorkshire. Ihm folgte sein Sohn, William Battie-Wrightson (1789–1879) nach, der einige Male Parlamentsabgeordneter für die Wahlkreise East Retford, Hull und Northallerton war. Er starb kinderlos und Cusworth Hall fiel an seinen Bruder Richard Heber Wrightson, der 1891 starb.
Das Anwesen wurde dann an seinen Neffen, William Henry Thomas vererbt, der mit königlicher Genehmigung den Namen Battie-Wrightson annahm und im Jahre 1903 verstarb. Er war mit Lady Isabella Cecil, der ältesten Tochter des 3. Marquess of Exeter, verheiratet. Zwischen 1903 und 1909 ließ Lady Isabella weitere Veränderungen am Haus vornehmen. Sie starb 1917 und hinterließ als einzigen männlichen Nachkommen Robert Cecil-Battie-Wrightson (1888–1952). Bei seinem Tod fiel das Anwesen an seine Schwester, eine Krankenschwester, die mit Major Oswald Parker verheiratet war, aber später als Miss Pearse-Brown, bzw. Mrs Pearce bekannt wurde. Sie musste die Innenausstattung von Cusworth Hall im Oktober 1952 verkaufen, um die Erbschaftsteuer bezahlen zu können, die nach dem Tod ihres Bruders angefallen war. In der Folge verkaufte sie dann das Landhaus an die Landkreisverwaltung von Doncaster.

## 'Old Hall' in Cusworth,  Cusworth Hall und  Cusworth  Park

### Anwesen von Cusworth
Cusworth wurde erstmals im Domesday Book von 1086 als Cuzeuuorde erwähnt, aber es gab damals bereits seit vielen Jahrhunderten eine Siedlung aus angelsächsischer Zeit. Viele verschiedene Familien besaßen seither das Anwesen und hatten die Grundherrschaft inne, aber diese lebten nicht immer in Cusworth.

### 'Old Hall'
Ein großes Haus wird erstmals 1327 erwähnt. Robert Wrightson kaufte das Anwesen mit der Grundherrschaft von Cusworth 1669 von Sir Christopher Wray. Die älteste bis heute erhaltenen Landkarte von Cusworth ist die von Joseph Dickinson aus dem Jahre 1719, die Landhaus und Gärten auf einer Fläche von nur 0,4 Hektar zeigen, wobei die Obstgärten weitere 0,8 Hektar bedecken. Besonders typisch war damals der „Parke“ mit etwa 10 Hektar. Die 'Old Hall' war in der Nähe der eingefriedeten Gärten in der Mitte des Dorfes Cusworth. 1726 wurde die ‚Old Hall‘ erweitert und die Gärten in den Jahren 1726 bis 1735 verändert. Auch der Küchengarten wurde in der heute zu sehenden Größe und Form angelegt und mit einem Bowling Green und einem Pavillon versehen.
In der Zeit von 1740 bis 1745 baute George Platt, ein Architekt von Rotherham, für William Wrightson ein neues Landhaus, das heute noch steht, hoch auf einer Böschung auf Magnesium-Kalkstein. Die 'Old Hall' wurde abgerissen, viele Teile davon wurden im neuen Gebäude mit verarbeitet und die Familie zog in das neue Landhaus um.

### Cusworth Hall
Cusworth Hall und seine Nebengebäude liegen im Zentrum des Parks, von wo aus man die Stadt Doncaster überblicken kann. Das als historisches Gebäude I. Grades gelistete Landhaus wurde von George Platt im palladianischen Stil entworfen. Es ist hübsch und wohlproportioniert; in den Seitenflügeln sind die Stallungen und die große Küche untergebracht. Später fügte James Paine eine Kapelle und eine Bibliothek hinzu. Auch die Nebengebäude sind dekorativ, z. B. ein Brauhaus, weitere Stallungen und eine Lodge. Daneben gibt es im Westen, im Anschluss an die Kapelle, einen Ziergarten, der Lady Isabella's Garden genannt wird. An dessen Ostseite stehen die Stallungen und die Gärtnerhütte. Neben der Gärtnerhütte befindet sich ein mit einem dekorativen Eisenzaun eingefriedetes Gelände namens Peacock Pen.

### Cusworth Park
Custworth Park ist ein Landschaftspark, den English Heritage als historische Einrichtung II. Grades gelistet hat. Er wurde von den landesweit bekannten Landschaftsarchitekten Richard Woods entworfen und geschaffen, um den Park in dem Stil zu „verbessern“, der durch Lancelot Capability Brown berühmt wurde und nun „English Landscape Park“ genannt wird. Die Arbeiten begannen 1761 mit der Anlage des Grundstückes und des mäandrierenden, künstlichen Flusses.
Das Gelände des heutigen Parks umfasst 25 Hektar und war Teil des viel größeren Parklandes mit 100 Hektar, bzw. des Anwesens der Familie Battie-Wrightson mit 8000 Hektar.

### Der eingefriedete Garten
Die älteste Beschreibung der Anlage von Park und eingefriedetem Garten ist die auf der Landkarte von Joseph Dickinson aus dem Jahre 1719. Im Jahre 1761 veränderte Richard Woods das Gelände innerhalb der Garteneinfriedung. Zusammen bedecken Woods‘ Küchengarten und Gewächshausgarten die Fläche, die in Dickinsons Landkarte als Obstgarten ausgewiesen ist.
Der Kauf der Ziegel aus Epworth für den Bau der Garteneinfriedung ist aus den Konten den neuen Hauses ersichtlich.
Der Garten war in Parzellen aufgeteilt, wobei in einigen Abschnitten der Fokus auf den Anbau von im Haushalt benötigten Pflanzen gelegt wurde, in anderen auf exotische Pflanzen, Obst oder Blumen im Rest.
Im Küchengarten fand sich „Ananashäuser“, aus denen später beheizte Gewächshäuser und Pilzhäuser wurden.

### Eingangsterrasse
Auch „obere Terrasse” genannt. Alte Pläne zeigen eine schmale Einfriedung oder “Eingangsterrasse”, die von Osten nach Westen verläuft. Die Wände dieser Einfriedung könnten aus Stein oder mit Stein verkleidet gewesen sein; ein Teil von ihren ist bis heute erhalten. Südlich davon liegen die Hauptteile des eingefriedeten Gartens. Von der Terrasse gelangt man über eine Flucht von Steinstufen hinunter zum Bowling Green.

### Bowling Green
Es wird in Richard Woods’ Plänen von 1760 beschrieben. Es handelt sich dabei um eine ungefähr quadratische Rasenfläche mit einer Einfriedung aus einem terrassierten Weg mit Begrenzungen aus Erde. Die Einfriedung hat eine Ziegelmauer, die an ihrer Westseite abgesenkt ist und so einen Blick über den Gewächshausgarten eröffnet.

### Sommerhaus und Bowling-Pavillon
Entstanden 1726. Das Sommerhaus ist das wichtigste architektonische Detail des eingefriedeten Gartens. Es ist zweistöckig, wobei das Obergeschoss vom Bowling Green aus zugänglich ist. Es lassen sich noch feiner ausgeformte Ecksteine erahnen, aber vermutlich wurden die Wände in ihrer ursprünglichen Form erhalten und später außen verputzt. Aus den Fenstern des oberen Stockwerkes kann man auf das Bowling Green blicken, von denen des unteren Stockwerkes auf den Blumengarten.
Bei der Restaurierung in den 1990er-Jahren wurde das Obergeschoss mit einem Trompe-l’œil dekoriert, das einen Blick über vorgegaukelte eingefriedete Gärten in Cusworth zeigt.

### Blumengarten
Dieser Garten wurde so geplant, dass er hauptsächlich von oben vom Bowling Green aus betrachtet wird. Er wurde kreuzweise mit Gartenwegen in vier formelle Beete unterteilt. Der Blumengarten ist zwar eines der kleinsten Teile des Gartens, wurde aber sehr schmuckvoll geplant. Es sollte ein formeller, farbiger, architektonischer Raum sein, der einen Kontrast zu der Einfachheit des Bowling Green bildet.

### Hall Garden
Die Funktion des Hall Garden ist nicht klar, aber er scheint eine Fortsetzung des dekorativen Musters des Blumengartens gewesen zu sein. Der Hall Garden ist ganz von einem Gartenweg umgeben und durch einen weiteren in der Mitte geteilt.

### Pfirsichhaus
Diese weiß gestrichene Wand zeigt die Position des früheren Pfirsichhauses an.

### Melonenbeete
Die Melonenbeete sind in Ost-West-Richtung entlang dieses Geländes angelegt.

### Obsthain
Im 18. Jahrhundert war der Obsthain nicht eingefriedet und blieb bis Ende des 19. Jahrhunderts offen. Er hatte damals das Doppelte der heutigen Fläche und erstreckte sich bis zur Cusworth Lane hinauf. In den 1960er-Jahren wurde der nördliche Teil als Bauland für Wohnhäuser verkauft.

### Ehemaliger Küchengarten
Die westliche, südliche und östliche Einfriedung dieses Garten existieren noch heute, aber das Areal wurde in den 1960er-Jahren ebenfalls als Bauland für Wohnhäuser verkauft. Es gab ein Tor von Hall Garden in den Küchengarten, das man heute noch an der Nordwestecke sehen kann. Dieser Garten hatte einen umgebenden Gartenweg und war mit Bäumen in parallelen Reihen um ein kleines Gebäude am Nordende dieses Gartens bepflanzt.

### Ehemaliger Gewächshausgarten
Der Küchengarten bedeckte den größeren Teil des ursprünglichen Obsthains aus Dickinsons Landkarte von 1719. Der Rest wurde auf Woods’ Plan als „Green House Garden“ (dt.: Gewächshausgarten) beschrieben und war in ungleiche Teile eingeteilt. Beide Teile waren vermutlich mit Bäumen bepflanzt, vermutlich Obstbäumen. Ein Gebäude grenzt an das Bowling Green an, in etwa in der Position, die auch aus der Landkarte von Dickinson zu ersehen ist, aber es gibt noch ein weiteres, fast quadratisches Gebäude in der Nordwestecke der Einfriedung. Dies war vermutlich das Taubenhaus, für das Wrightson 1736 die Summe von £ 9, s 15,  d 0 zahlte.
Die westliche Begrenzungsmauer gibt es noch heute, ebenso wie die niedrige (östliche) Begrenzungsmauer hin zum Bowling Green, aber das Gelände wurde ebenfalls in den 1960er-Jahren als Bauland für Wohnhäuser verkauft.

## Jüngste Entwicklung
1961 kaufte das Doncaster Rural District Council Cusworth Hall und das angrenzende Parkland von der Familie Battie-Wrightson. Die Verwaltung führte eine erste Restaurierung des Geländes durch und schuf auch die Tearooms in den früheren Stallungen. Die früheren Paradezimmer und geräumigen Galerien beherbergen seit 30. September 1967 das Museum des Lebens in South Yorkshire.
Von 2002 bis 2005 wurden Cusworth Hall und Cusworth Park einer gründlichen, £ 7,5 Mio. teuren Restaurierung unterzogen, die Reparaturen am Landhaus und eine ausgedehnte Restaurierung des Landschaftsgartens umfasste. Am Landhaus wurden die Außenfassaden und das Dach repariert, sodass sie wasserdicht sind, und im Inneren die Einrichtungen verbessert, sodass neue Ausstellungen errichtet werden konnten.
Die Restaurierung des Landschaftsgartens wurden nach eingehender Analyse des vorhandenen Archivmaterials durchgeführt, unter denen sich die originalen Bemerkungen und Skizzen von Richard Woods für seinen Bauleiter Thomas Coalie befanden. Ein Schlüsselaspekt der Restaurierung war ein enthaltenes archäologisches Programm, das Details, wie den Felsenbogen, die Kaskade und die Brücke, aufzeichnete. Diese Restaurierung wollte nicht die Muster aus dem 18. Jahrhundert kopieren, wenn auch Elemente davon immer noch Teil des „lebenden“ Erholungsgartens sind, der nun als Resultat der kürzlich durchgeführten Arbeiten in Zusammenarbeit mit den „Freunden des Cusworth Park“ blüht.
Das Landhaus wurde am 23. Mai 2007 wiedereröffnet; die neuen Ausstellungen dokumentieren die Geschichte von South Yorkshire und bilden eine geschätzte Quelle gleichermaßen für die Bewohner der Gegend, Studenten und Schülergruppen.
Museum und Park bilden die Kulisse für ein buntes Programm saisonaler Ausstellungen, Veranstaltungen und Aktivitäten in Verbindung mit der Geschichte der Gegend, wie z. B. ländliche Messen, Oldtimerrallies, historische Aufführungen, Wildtierveranstaltungen und Ähnliches.
Zusätzlich bietet die Museumsverwaltung von Doncaster Schulen und Erziehungseinrichtungen eine Reihe von Unterweisungen an. Spezialisten und Erzieher bieten Lernworkshops zu unterschiedlichen Themen und Freizeitaktivitäten für Familien und Gemeinden an.